# Negoiu (okręg Hunedoara)
Negoiu – wieś w Rumunii, w okręgu Hunedoara, w gminie Lunca Cernii de Jos. W 2011 roku liczyła 171 mieszkańców.